# Dan O'Bannon
Daniel Thomas O'Bannon (30 de setembre de 1946 - 17 de desembre de 2009) va ser un guionista, director i supervisor d'efectes visuals nord-americà, generalment. en els gèneres ciència-ficció i terror.
O'Bannon va escriure el guió de Alien, adaptat d'una història que va escriure amb Ronald Shusett. També va escriure i dirigir la comèdia de terror de culte The Return of the Living Dead. Va contribuir amb l'animació per ordinador a Star Wars i va treballar en clàssics de culte com ara Dark Star, Heavy Metal i Desafiament total.

## Biografia
O'Bannon va néixer a St. Louis, Missouri, fill de Bertha (de soltera, Lowenthal) i Thomas Sidney O'Bannon, fuster. Durant la seva infantesa va ser un entusiasta de la ciència-ficció i el terror. Va assistir a l'escola d'art de la Universitat Washington a St. Louis, on va fer rutines de comèdia stand-up, va maquillar les produccions de teatre del campus i va proporcionar il·lustracions per a Student Life, el diari estudiantil. Mentre allà es va allotjar amb el futur productor de pel·lícules Michael Shamberg. O'Bannon es va mudar a casa breument després de la Washington University i va assistir a Florissant Valley Junior College on va escriure i dirigir una breu sàtira de ciència-ficció titulada "The Attack of the 50-foot Chicken." O'Bannon també va anar al MacMurray College a Jacksonville, Illinois. Durant aquest període es va llicenciar en psicologia, però més tard es va interessar per convertir-se en director de cinema. Segons O'Bannon, estava llegint un número de Playboy quan va trobar un article sobre les millors escoles de cinema, que el va portar a la Universitat del Sud de Califòrnia. Va rebre una llicenciatura en cinema per la USC el 1970. Mentre va viure a la USC, va viure prop del campus de Los Angeles en una antiga casa de dos pisos anomenada afectuosament "Menlo Manor" que compartia amb altres estudiants de la USC (Don Jakoby, que va col·laborar amb Dan en diversos guions com Blue Thunder; i Jeffrey J. Lee). Com a estudiant, O'Bannon va passar moltes nits a l'antic Hollywood editant les seves pel·lícules i altres d'estudiants.

## Carreres professionals

### Dècada de 1970
Va ser a la USC on va conèixer John Carpenter i va col·laborar amb ell en una pel·lícula d'estudiants, que finalment van expandir a la pel·lícula de ciència-ficció Dark Star. Part de la pel·lícula es va rodar a Menlo Manor. Llançat el 1974, tenia un pressupost final de només 60.000 dòlars EUA. O'Bannon va exercir diverses funcions, incloent guió, actuant en un dels papers principals ("Sergent Pinback") i edició, per a la qual va utilitzar una Moviola de la dècada de 1940. El 1975, Dark Star va guanyar el premi Golden Scroll (nom original dels Premis Saturn) pels Millors efectes especials.
Va ser contractat per supervisar els efectes especials d'una producció d'Alejandro Jodorowsky de Dune de Frank Herbert. Aquell projecte es va ensorrar el 1976 i la pel·lícula no es va fer mai, segons es diu perquè els principals estudis de Hollywood desconfiaven de finançar la pel·lícula amb Jodorowsky com a director. El paper d'O'Bannon apareix de manera destacada al documental de 2013 Jodorowsky's Dune. El col·lapse de Dune va deixar O'Bannon arruïnat, sense llar i depenent dels amics per a la seva supervivència. Segons The Guardian", "George Lucas va quedar prou impressionat amb els seus gràfics de pantalla d'ordinador falsos animats a mà com per contractar-lo per fer un treball similar a Star Wars, però, en cas contrari, aquest va ser un període increïblement magre per ell." Finalment va abandonar el treball tècnic de cinema per escriure guió. Mentre vivia amb el seu amic Ronald Shusett, van inventar el història per a la pel·lícula d'O'Bannon Alien (1979), de la qual va escriure el guió i va supervisar els efectes visuals.

### Dècada de 1980
El 1981, O'Bannon va ajudar a crear el llargmetratge d'animació Heavy Metal, escrivint dos dels seus segments ("Soft Landing" i "B-17"). O'Bannon va expressar el seu disgust amb la seva propera sortida de gran pressupost, El tro blau (1983), de John Badham, una pel·lícula d'acció sobre un equip de vigilància d'un helicòpter de Los Angeles. Escrita originalment amb Don Jakoby, El tro blau també va patir una àmplia reescriptura, perdent part del seu contingut polític. Ell i Jakoby també van escriure el guió de Força vital (1985), una pel·lícula basada en la novel·la de Colin Wilson The Space Vampires i dirigida per Tobe Hooper que es desvia de la visita d'extraterrestre a vampirisme i un final apocalíptic. No va ser ben rebuda en aquell moment, i es va considerar un fracàs de taquilla. O'Bannon tornaria a col·laborar amb Jakoby i Hooper per al remake de 1986 Invaders from Mars. Els puristes el consideraven inferior a l'original dels anys 50 i també va tenir un mal rendiment a la taquilla. O'Bannon també va treballar com a consultor a C.H.U.D., ajudant a crear el concepte de disseny per a les criatures del títol.
El 1985, O'Bannon es va traslladar a la cadira del director amb The Return of the Living Dead, una seqüela de Night of the Living Dead].gual que Alien, la pel·lícula va tenir èxit, va generar nombroses seqüeles i es va convertir en un clàssic de culte. Aquell any, va rebre el Premi Inkpot.

### Dècada de 1990
L'any 1990, O'Bannon i Shusett es van unir de nou com a guionistes a Desafiament total, una adaptació del conte We Can Remember It for You Wholesale de Philip K. Dick. Aquest era un projecte en què havien estat treballant des que col·laboraven a Alien. Amb un repartiment amb Sharon Stone i Arnold Schwarzenegger, Desafiament total va guanyar més de 100 milions de dòlars.
També es va produir un guió anterior del duet titulat Hemoglobin com a llargmetratge de baix pressupost Bleeders (1997).
El segon llargmetratge de director d'O'Bannon, The Resurrected (1991), va ser un esforç de terror de baix pressupost llançat directe a vídeo. Basat en els escrits de H. P. Lovecraft, es va centrar en els antics rituals familiars que despertaven els morts. El 1995, O'Bannon va rebre un crèdit de coescriptura per a la pel·lícula de ciència-ficció Screamers, adaptada de la història de Philip K. Dick "Secons Variety", haver escrit la versió inicial del guió amb Michael Campus a principis dels anys 80.

### Dècada del 2000
El 2001, O'Bannon va ser el cineasta en residència al Dodge College of Film and Media Arts de la Universitat Chapman.
O'Bannon i Shusett van ser acreditats com a escriptors de la pel·lícula de ciència-ficció de 2004 Alien versus Predator, una preqüela d'Alien.

### Pòstum
El 2013 es va estrenar Dan O'Bannon's Guide to Screenplay Structure, coescrita amb Matt R. Lohr.

## Vida personal i mort
Ell i la seva dona Diane van tenir un fill, Adam. O'Bannon va morir per complicacions de la malaltia de Crohn a Los Angeles el 17 de desembre de 2009. Va acreditar les seves experiències amb la malaltia de Crohn per inspirar l'escena que esclata el pit d'Alien.

## Filmografia
| Títol                         | Any  | Director | Guionista | Altres | Notes |
| ----------------------------- | ---- | -------- | --------- | ------ | --- |
| Blood Bath                    | 1969 | Sí       | Sí        | No     | Curtmetratge                                                                                                   |
| Foster's Release              | 1971 | No       | No        | Sí     | Curtmetratge / Paper: "The Killer"                                                                             |
| Dark Star                     | 1974 | No       | Sí        | Sí     | Role: "Sergeant Pinback" / Editor / Supervisor d'efectes especials / Dissenyador de producció                  |
| Star Wars                     | 1977 | No       | No        | Sí     | Animació per ordinador i pantalles gràfiques: unitat d'efectes en miniatura i òptics                           |
| Alien                         | 1979 | No       | Sí        | Sí     | Consultor de disseny visual                                                                                    |
| Dead & Buried                 | 1981 | No       | Sí        | No     | Afirma que en realitat no va escriure aquest guió                                                              |
| Heavy Metal                   | 1981 | No       | Històries | No     | Segments: "Soft Landing" and "B-17"                                                                            |
| El tro blau                   | 1983 | No       | Sí        | No     | |
| Blue Thunder                  | 1984 | No       | Sí        | Sí     | Guionista (episodi: "Arms Race") / <guió (episodi: "The Island") / Consultor executiu d'històries (6 episodis) |
| The Return of the Living Dead | 1985 | Sí       | Sí        | Sí     | Role: "Oficial d'altaveu d'helicòpter / Bum Outside Warehouse (veu)(veu)"                                      |
| Força vital                   | 1985 | No       | Sí        | No     | |
| Invaders from Mars            | 1986 | No       | Sí        | No     | |
| Desafiament total             | 1990 | No       | Sí        | No     | |
| The Resurrected               | 1991 | Sí       | No        | No     | |
| Screamers                     | 1995 | No       | Sí        | No     | |
| Bleeders                      | 1997 | No       | Sí        | No     | |
| Area 51: The Alien Interview  | 1997 | No       | No        | Sí     | Documental / Paper: "Entrevistador 1989"                                                                       |
| El cel no pot esperar         | 2001 | No       | No        | Sí     | Paper: "Clerk"                                                                                                 |
| Alien versus Predator         | 2004 | No       | Història  | No     | |
| Total Recall                  | 2012 | No       | Story     | No     | Estrena pòstuma                                                                                                |

També coguionista sense acreditar a Phobia (1980).